# 弥五島駅

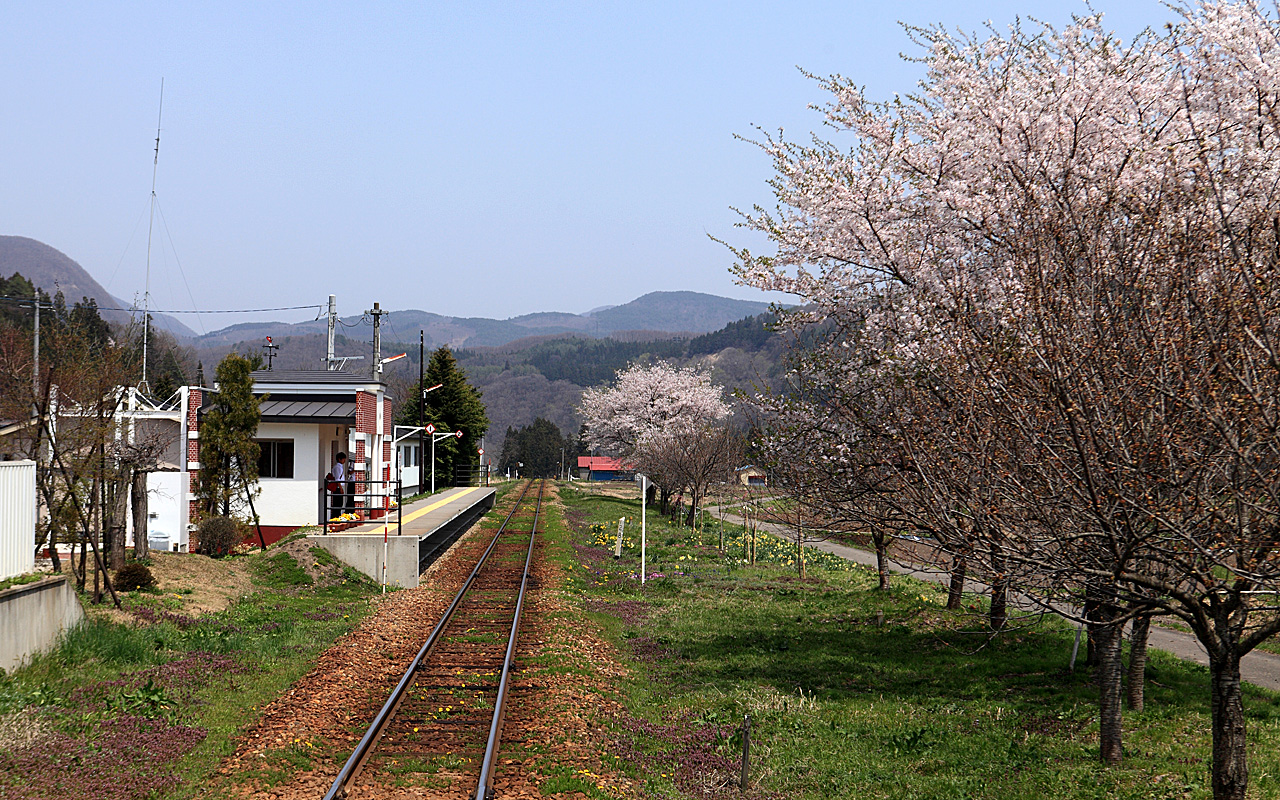
ホーム

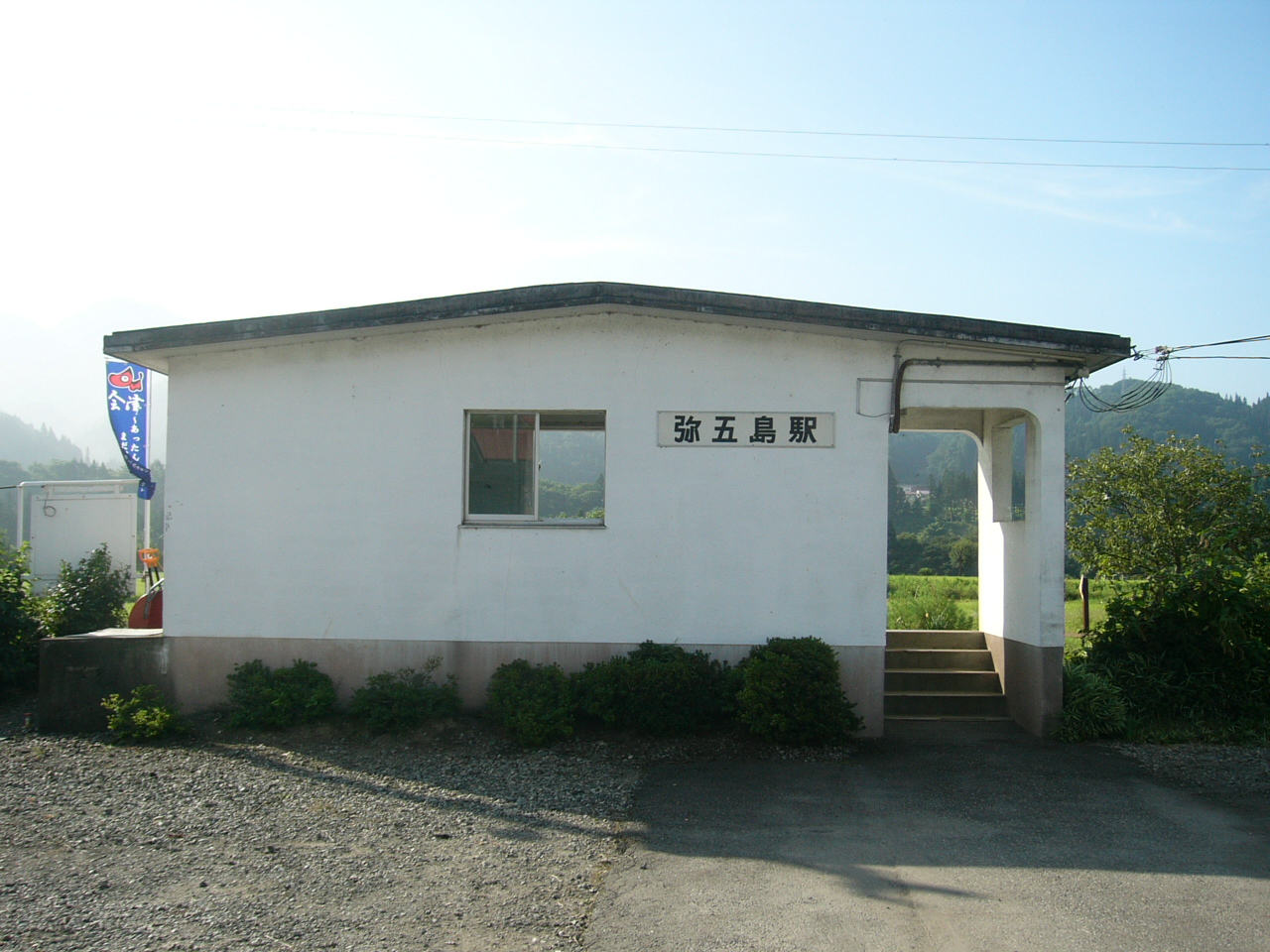
旧駅舎（2006年8月）

弥五島駅（やごしまえき）は、福島県南会津郡下郷町大字弥五島字寺下にある会津鉄道会津線の駅である。

## 歴史
- 1934年（昭和9年）12月27日 - 国有鉄道会津線の駅として開業[1]。
- 1942年（昭和17年）9月1日 - 車扱い貨物取り扱い開始[2]。
- 1967年（昭和42年）4月1日 - 貨物取扱廃止[1]。
- 1971年（昭和46年）8月29日 - 荷物扱い廃止[3]。駅員無配置駅となる[4]。ただし、運転要員のみ継続配置。
- この間 - 無人化
- 1987年（昭和62年）
  - 4月1日 - 国鉄分割民営化により、東日本旅客鉄道の駅となる[1]。
  - 7月16日 - 会津鉄道に転換[1]。

## 駅構造
単式ホーム1面1線の地上駅。待合室があるのみの無人駅である。駅名標には「渓谷大川のしぶき」と書かれている。

## 利用状況
- 会津鉄道 - 2015年度の1日平均乗車人員は36人であった[5]。

| 乗車人員推移 | 乗車人員推移     |
| 年度         | 一日平均乗車人員 |
| ------------ | ---------------- |
| 2000         | 63               |
| 2001         | 63               |
| 2002         | 58               |
| 2003         | 47               |
| 2004         | 38               |
| 2005         | 47               |
| 2006         | 49               |
| 2007         | 49               |
| 2008         | 49               |
| 2009         | 41               |
| 2010         | 41               |
| 2011         | 30               |
| 2012         | 36               |
| 2013         | 38               |
| 2014         | 38               |
| 2015         | 36               |

## 駅周辺
- 弥五島郵便局
- 万願寺
- 福島県道216号弥五島停車場線

## バス路線
駅から約200mの国道上にある「弥五島駅前」が最寄りバス停。
| 乗場       | 系統           | 主要経由地                 | 行先       | 運行会社       | 備考       |
| ---------- | -------------- | -------------------------- | ---------- | -------------- | ---------- |
|            |                | 下郷中学校、会津下郷駅前   | 会津田島駅 | 会津乗合自動車 | 平日1本    |
| 下郷中入口 | 会津下郷駅前   | 平日1本                    |            | 会津乗合自動車 |            |
| 下郷中入口 | 会津下郷駅入口 | 平日1本                    |            | 会津乗合自動車 |            |
|            |                | 塔のへつり、湯野上温泉駅前 | 小沼崎     | 会津乗合自動車 | 土休日運休 |

## 隣の駅
会津鉄道
■会津線
□快速「リレー号」
通過
□快速「AIZUマウントエクスプレス」・□快速（無愛称の会津若松行き）・■普通（「リレー号」含む）
塔のへつり駅 - 弥五島駅 - 会津下郷駅